# Deporte en Angola
Angola tiene una larga tradición baloncestistica, debemos recordar que en los juegos Olímpicos de Barcelona 1992 ganó a la selección española pero es que, además, es por ocho veces consecutivas campeona de África la última el pasado mes de agosto de 2007 en el Afrobasket celebrado en casa.
Los jugadores son recibidos como auténticos héroes nacionales.
Su nivel de fútbol, con la clasificación para el mundial de Alemania 2006 y balonmano son también muy aceptables.
- Datos: Q5803114
- Multimedia: Sports in Angola / Q5803114